# George Osborne
George Osborne (nato Gideon Oliver Osborne; Londra, 23 maggio 1971) è un politico britannico, membro del partito Conservatore e Cancelliere dello Scacchiere britannico dal 2010 fino al luglio 2016. Eletto al parlamento inglese nel 2001 nel collegio di Tatton, proviene da una famiglia di baronetti della antica aristocrazia anglo-irlandese, nota in Gran Bretagna come The Ascendency Dal 2017 al 2020 è stato direttore del London Evening Standard.
Dal 2021 è Presidente del British Museum.

## Biografia
Si è formato presso l'istituto privato Norland Place di Holland Park, alla St Paul's School di Londra e presso il Magdalen College all'Università di Oxford.  Ha lavorato all'NHS, poi decide di intraprendere la carriera giornalistica e a lavorare presso l'ufficio centrale del partito Conservatore britannico.
Dopo essere stato eletto nel collegio di Tatton nel 2001, succedendo all'indipendente Martin Bell, con 8.611 preferenze, e divenendo il più giovane membro del partito Conservatore della Camera dei Comuni, alle elezioni del 2005 fu rieletto con un incremento del 51,8% rispetto alle precedenti elezioni. Venne rieletto nel 2010, e alle elezioni generali del 2017 non si ricandidò.

## Carriera politica

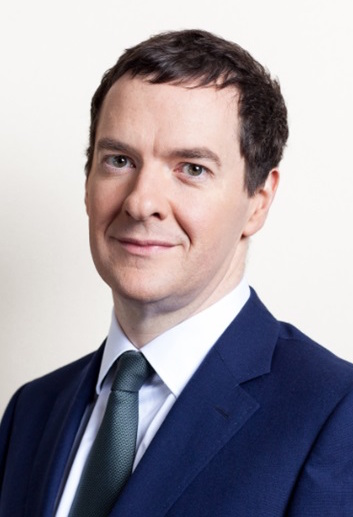
George Osborne nel 2015

Nel 1994 lavora presso la gestione centrale del partito Conservatore (Conservative Research Department), divenendo capo della sezione politica del partito. Fra il 1995 e il 1997 lavora al Ministero dell'agricoltura, della pesca e dell'alimentazione come assistente del ministro Douglas Hogg, proprio nel periodo dell'emergenza mucca pazza. Ha lavorato presso l'ufficio politico di Downing Street e tra il 1997 e il 2001 fu al fianco del leader Conservatore William Hague come redattore di discorsi e segretario politico.
Nel 2005, all'età di 33 anni fu promosso alla carica di Cancelliere dello Scacchiere del governo ombra dal leader Conservatore Michael Howard. Osborne ottenne l'incarico, per il quale concorreva anche lo stesso Cameron, grazie alla rinuncia di William Hague.
Dal maggio 2010 ricopre la carica di Cancelliere dello Scacchiere del Governo Cameron, prima in quello di coalizione Tories-Liberaldemocrats, poi dal 2015 nel governo monocolore Tories. Ha promosso una politica di austerità incentrata sui tagli al Welfare State. La prospettiva che Osborne possa succedere alla leadership di Cameron, non intenzionato a presentarsi per una terza elezione nazionale, ha provocato una battuta d'arresto alle sue iniziative di riforma delle pensioni e alle proposte di nuovi, ulteriori tagli alle spese del bilancio sociale, stante la forte opposizione di molti deputati Tories alla sua nomina.
Nel governo presieduto da Theresa May, Osborne viene sostituito da Philip Hammond.

### Il caso Deripaska
Nell'ottobre 2008, l'aristocratico finanziere Nat Rothschild affermò che George Osborne cercò di sollecitare una donazione di GB£50.000 ai Tories da parte del magnate dell'alluminio russo Oleg Deripaska. Tale azione avrebbe costituito una violazione della legge contro le donazioni politiche da parte dei cittadini stranieri. La Commissione elettorale ricevette una denuncia formale e una richiesta di chiarimenti in una lettera spedita dal portavoce degli affari interni dei liberaldemocratici, Chris Huhne, nella quale si chiedeva loro di verificare le affermazioni contro Osborne. La Commissione ha però respinto le accuse del finanziere, sostenendo che nessuna informazione suggeriva una qualche fattispecie di reato commessa da Osborne.

## Politica economica

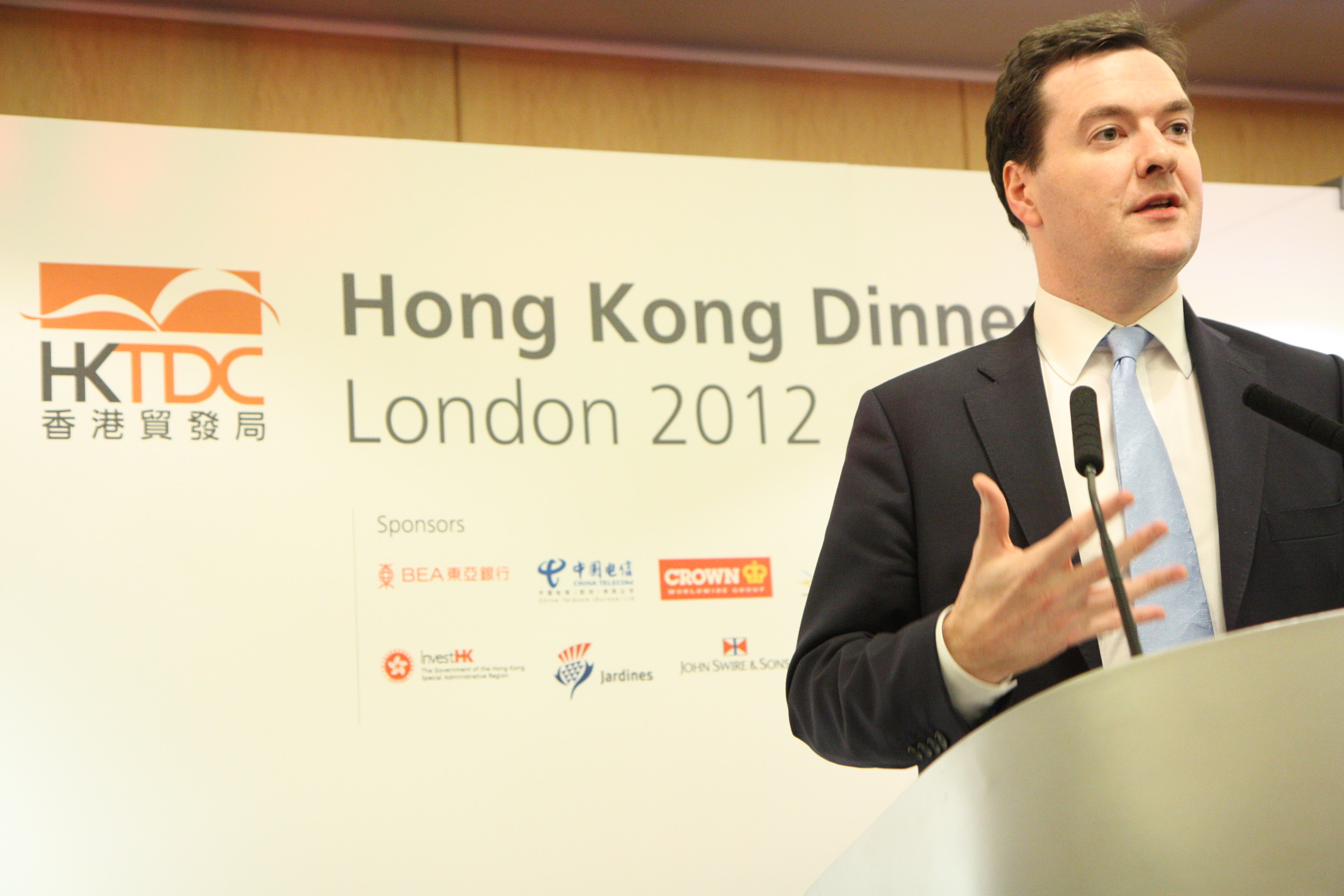
Il cancelliere dello scacchiere George Osborne alla cena del Consiglio per lo sviluppo commerciale di Hong Kong a Londra, il 14 novembre 2012

Dopo aver istituito nel 2011 la prima banca del Regno Unito specializzata negli investimenti verdi, con una dotazione iniziale di un miliardo di euro, ha varato una serie di aiuti alle industrie più energivore (acciaierie, fonderie di alluminio, fabbriche cartiere) e un programma di opere pubbliche (l'elettrificazione di tratte ferroviarie, costruzione di nuove strade), tese anche a salvaguardare ed incrementare i livelli occupazionali.
Per perseguire questi obbiettivi si schierò apertamente contro l'"ala verde" del Partito Conservatore inglese.
Nel 2015, Osborne ha rilanciato il dibattito sull'energia nucleare con il progetto di ampliamento della centrale di Hinkley Point, un investimento da 25 miliardi di sterline che vede coinvolti due costruttori cinesi, e le francesi Areva ed EDF, rispettivamente in qualità di società progettuale e di gestore del futuro impianto. Secondo il programma energetico, il nuovo reattore dovrebbe coprire il 7% del fabbisogno energetico britannico, con una potenza installata di 3.200 Megawatt, ed un costo stimato era di 7.6 miliardi di sterline per ogni gigawatt installato, pari al costo di 20.000 Megawatt di potenza eolica (sulla terraferma) e a 50.000 di potenza generata da gas naturale.

Si tratta della più costosa centrale nucleare mai realizzata, e della prima programmata nel Regno Unito dopo vent'anni di fermo costruttivo.